# ライナー・モーク
ライナー・モーク（Rainer Moog, 1941年11月19日 ）はドイツのヴィオラ奏者。ケルン出身。
ドイツでヴィオラを学んだ後、ジュリアード音楽学校に留学してワルター・トランプラーに師事。それからミュンヘンARD国際コンクールに出場し、1974年から1978年まで、ヘルベルト・フォン・カラヤン指揮下のベルリン・フィルハーモニー管弦楽団で首席ヴィオラ奏者を担当。その後は、1978年からケルン高等音楽学校の教授を務めるかたわら、ソリストとして録音や演奏活動に勤しんでいる。
ベンジャミン・ブリテンの無伴奏ヴィオラ作品《ラクリメ》と、ボリス・ピゴヴァトのヴィオラ協奏曲《ホロコースト・レクィエム》を初演した。